# Vasilij Timofejevič Denisov
Vasilij Timofejevič Denisov (rusko Васи́лий Тимофе́евич Дени́сов), ruski general, * 1777, † 1822.
Bil je eden izmed pomembnejših generalov, ki so se borili med Napoleonovo invazijo na Rusijo; posledično je bil njegov portret dodan v Vojaško galerijo Zimskega dvorca.

## Življenje
Leta 1788 je vstopil v Leib kozaško poveljstvo. Za zasluge med boji s Švedi je bil 15. julija 1789 povišan v poročnika. V letih 1792−94 je poveljeval kozaškemu polku, s katerim se je udeležil bojev proti Poljakom. 
7. marca 1798 je bil povišan v polkovnika in 30. decembra 1799 v generalmajorja. Udeležil se je kampanje proti Francozom v letih 1806-07 ter patriotske vojne.